# Кларкдејл (Мисури)
Кларкдејл (енгл. Clarksdale) град је у америчкој савезној држави Мисури.

## Демографија
По попису из 2010. године број становника је 271, што је 80 (-22,8%) становника мање него 2000. године.
| Група             | 2000.       | 2010.       |
| Белци             | 346 (98,6%) | 264 (97,4%) |
| Афроамериканци    | 0 (0,0%)    | 0 (0,0%)    |
| Азијати           | 0 (0,0%)    | 0 (0,0%)    |
| Хиспаноамериканци | 4 (1,1%)    | 4 (1,5%)    |
| Укупно            | 351         | 271         |